# Точёное
Точёное (укр. Точене) — село в Сребнянском районе Черниговской области Украины. Население 25 человек. Занимает площадь 0,019 км².
Код КОАТУУ: 7425182303. Почтовый индекс: 17350. Телефонный код: +380 4639.

## Власть
Орган местного самоуправления — Горобиевский сельский совет. Почтовый адрес: 17351, Черниговская обл., Сребнянский р-н, с. Горобиевка, ул. Шевченко, 24.